# William Schallert

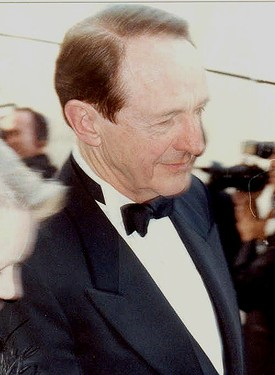
William Schallert (1990)

William Joseph Schallert (* 6. Juli 1922 in Los Angeles, Kalifornien; † 8. Mai 2016 in Pacific Palisades, Kalifornien) war ein US-amerikanischer Schauspieler. Zwischen 1947 und 2014 übernahm der vielbeschäftigte Nebendarsteller Rollen in fast 100 Kinofilmen, 35 Fernsehfilmen sowie über 240 Fernsehserien.

## Leben
William Schallerts Vater, Edwin Schallert, war Chefredakteur der Theaterrubrik in der Los Angeles Times. Daher kam Schallert junior bereits früh mit dem Medium Theater und Schauspiel in Kontakt. Nach seinem Schulabschluss an der University of California, Los Angeles (UCLA) trat er in den 1940er Jahren der Theatergruppe The Group Theatre bei, und arbeitete dort etwa unter Regie von Charlie Chaplin beim Theaterstück Rain. 1949 übernahm Schallert den Sprechpart bei einer konzertanten Aufführung von Arnold Schönbergs Ode to Napoleon Buonaparte op. 41 anlässlich des 75. Geburtstages des Komponisten.
Sein Debüt als Filmschauspieler gab Schallert 1947 in einer kleinen Nebenrolle des Kurzfilms Doctor Jim an der Seite von Stuart Erwin. Es war der Auftakt zu einer über 60 Jahre währenden Karriere, in denen Schallert in einer außergewöhnlichen Anzahl an Filmen und Fernsehserien zu sehen war. Zunächst beschränkten sich Schallerts Rollen jedoch meistens nur auf wenige Zeilen. Zu den bekanntesten Filmen von Schallert in den 1950er-Jahren zählen Singin’ In The Rain, Die unglaubliche Geschichte des Mister C. und In den Wind geschrieben. Im oscarprämierten Filmklassiker In der Hitze der Nacht war er 1967 neben Sidney Poitier und Rod Steiger in der Nebenrolle des Bürgermeisters zu sehen und in dem Abenteuerfilm Die Reise ins Ich (1987) verkörperte er einen Arzt.
Einem breiten Publikum wurde Schallert erstmals im Jahr 1963 durch das Fernsehen bekannt, als er die Rolle des Vaters in der beliebten Fernsehserie The Patty Duke Show mit Patty Duke übernahm. Bis 1966 war Schallert in 104 Episoden der Sitcom zu sehen. Weitere Hauptrollen übernahm er zwischen 1986 und 1988 in der Serie The New Gidget, von der 44 Folgen produziert wurden, und als Untermieter Wesley Hodges in der Fernseh-Sitcom Alle meine Kinder, die von 1991 bis 1993 entstand. Schallert spielte mehrmals historische Persönlichkeiten, darunter General Robert E. Lee in Fackeln im Sturm (1986) und Harry Hopkins in Feuersturm und Asche (1988). Er übernahm Gastrollen in vielen der berühmtesten amerikanischen Fernsehserien, beispielsweise als Nilz Baris in der Raumschiff Enterprise-Episode Kennen Sie Tribbles? (The Trouble With Tribbles) oder als Stanley Perkins in vier Folgen von Die Waltons. Im hohen Alter stand er zudem als Gastdarsteller der Fernsehserien Desperate Housewives und Zack & Cody an Bord vor der Kamera. In drei Folgen der Fernsehserie True Blood spielte er zwischen 2008 und 2011 den Bürgermeister Norris.
Neben seiner Schauspielkarriere engagierte Schallert sich auch bei der Screen Actors Guild, der Schauspielergewerkschaft Hollywoods. Zwischen 1979 und 1981 amtierte er als Präsident der Screen Actors Guild. Von 1949 bis zu ihrem Tod im Jahr 2015 war Schallert mit der Schauspielerin Leah Waggner verheiratet. Das Paar hatte vier Söhne.

## Filmografie (Auswahl)

### Kinofilme (Auswahl)
- 1947: Eine Welt zu Füßen (The Foxes of Harrow)
- 1949: Panik um King Kong (Mighty Joe Young)
- 1949: Schweigegeld für Liebesbriefe (The Reckless Moment)
- 1950: Mordsache: Liebe (Perfect Strangers)
- 1950: Einsame Herzen (Lonely Heart Bandits)
- 1951: M
- 1951: Die rote Tapferkeitsmedaille (The Red Badge of Courage)
- 1951: Die Piratenkönigin (Annie of the Indies)
- 1951: Der Mordprozeß O’Hara (The People Against O’Hara)
- 1951: The Man from Planet X
- 1952: Die Rose von Cimarron (Rose of Cimarron)
- 1952: Singin’ In The Rain
- 1952: Sturmgeschwader Komet (Flat Top)
- 1952: Paula (Paula)
- 1952: Sturm über Tibet (Storm Over Tibet)
- 1952: Jazz Singer (The Jazz Singer)
- 1952: Mördersyndikat San Francisco (Hoodlum Empire)
- 1954: Es wird immer wieder Tag (The High and the Mighty)
- 1954: Formicula
- 1954: Terror in Block 11 (Riot in Cell Block 11)
- 1954: Unter zwei Flaggen (The Raid)
- 1955: Rauchsignale (Smoke Signal)
- 1955: Fluggeschwader LB 17 greift ein (Top of the World)
- 1956: Lockende Versuchung (Friendly Persuation)
- 1956: In den Wind geschrieben (Written on the Wind)
- 1956: Sonntag sollst du sterben (Gunslinger)
- 1957: Duell in den Wolken (The Tarnished Angels)
- 1957: Des Teufels Lohn (Man in The Shadow)
- 1957: Kreuzverhör (The Tattered Dress)
- 1957: The Story of Mankind
- 1957: Die unglaubliche Geschichte des Mister C. (The Incredible Shrinking Man)
- 1958: In brutalen Händen (Cry Terror)
- 1958: Verdammt sind sie alle (Some Came Running)
- 1959: Bettgeflüster (Pillow Talk)
- 1959: Die Haltlosen (The Beat Generation)
- 1962: Einsam sind die Tapferen (Lonely Are the Brave)
- 1967: In der Hitze der Nacht (In the Heat of the Night)
- 1967: Die fünf Geächteten (Hour of the Gun)
- 1968: Speedway
- 1968: Der Verwegene (Will Penny)
- 1969: Sam Whiskey
- 1969: Superhirn in Tennisschuhen (The Computer Wore Tennis Shoes)
- 1970: Colossus (Colossus: The Forbin Project)
- 1972: The Trial of the Catonsville Nine
- 1973: Der große Coup (Charley Varrick)
- 1975: Der Retorten-Goliath (The Strongest Man in the World)
- 1979: Reichtum ist keine Schande (The Jerk)
- 1980: Geheimsache Hangar 18 (Hangar 18)
- 1983: Unheimliche Schattenlichter (Twilight Zone: The Movie)
- 1984: Gremlins – Kleine Monster (Gremlins) (Gastauftritt)
- 1984: Die Aufsässigen (Teachers)
- 1987: Die Reise ins Ich (Innerspace)
- 1991: House Party 2
- 1993: Eine Familie namens Beethoven (Beethoven's 2nd)
- 1994: Glory Days (Shake, Rattle and Rock!)
- 2004: Edgar G. Ulmer – Der Mann im Off (Dokumentation)
- 2007: Sweetzer

### Fernsehserien (Auswahl)
- 1951: Family Theatre (1 Folge)
- 1955: Commando Cody: Sky Marshal of the Universe (3 Folgen)
- 1957: Erwachsen müßte man sein (Leave It To Beaver, 1 Folge)
- 1957–1958: The Adventures of Jim Bowie (10 Folgen)
- 1957–1973: Rauchende Colts (Gunsmoke, 7 Folgen)
- 1959: Black Saddle (1 Folge)
- 1959–1960: Philip Marlowe (5 Folgen)
- 1959–1961: Westlich von Santa Fé (The Rifleman, 3 Folgen)
- 1959–1963: Tausend Meilen Staub (Rawhide, 3 Folgen)
- 1960: Kein Fall für FBI (The Detectives, 1 Folge)
- 1962: Bonanza (1 Folge)
- 1963–1966: The Patty Duke Show (104 Folgen)
- 1967: Die Leute von der Shiloh Ranch (The Virginian, 1 Folge)
- 1967: Kobra, übernehmen Sie (Mission: Impossible, 1 Folge)
- 1967–1970: Mini-Max (Get Smart, 5 Folgen)
- 1968: Raumschiff Enterprise (Star Trek, 1 Folge)
- 1969–1970: Hawaii Fünf-Null (Hawaii Five-O, 3 Folgen)
- 1974: Der Sechs-Millionen-Dollar-Mann (The Six Million Dollar Man, 1 Folge)
- 1974: Barnaby Jones (1 Folge)
- 1976: Die Zwei mit dem Dreh (Switch, 1 Folge)
- 1976–1977: The Nancy Walker Show (13 Folgen)
- 1976/1979: Unsere kleine Farm (Little House on the Prairie, 2 Folgen)
- 1977–1978: The Hardy Boys/Nancy Drew Mysteries (11 Folgen)
- 1977–1983: CHiPs, (Folge Verdorbene Weihnachten (Christmas Watch))
- 1978: Little Women (Miniserie)
- 1980–1981: Die Waltons (The Waltons, 4 Folgen)
- 1986: Fackeln im Sturm (North and South, Miniserie, 2 Teile)
- 1986–1987: Chefarzt Dr. Westphall (St. Elsewhere, 3 Folgen)
- 1986–1988: The New Gidget (44 Folgen)
- 1987: Ein Engel auf Erden (Highway to Heaven, 2 Folgen)
- 1988: Feuersturm und Asche (War and Remembrance, Miniserie, 12 Folgen)
- 1989: Zurück in die Vergangenheit (Quantum Leap, 1 Folge)
- 1990: California Clan (Santa Barbara, 3 Folgen)
- 1991–1993: Alle meine Kinder (The Torkelsons, 20 Folgen)
- 1993: Star Trek: Deep Space Nine (1 Folge)
- 1994–1996: Dream On (4 Folgen)
- 1996: Emergency Room – Die Notaufnahme (ER, 1 Folge)
- 1998: Pacific Blue – Die Strandpolizei (Pacific Blue, 1 Folge)
- 2006: My Name Is Earl (1 Folge)
- 2007: How I Met Your Mother (1 Folge)
- 2008: Hotel Zack & Cody (1 Folge)
- 2008–2011: True Blood (3 Folgen)
- 2009: Desperate Housewives (2 Folgen)
- 2014: 2 Broke Girls (1 Folge)